# Blackburn Buccaneer

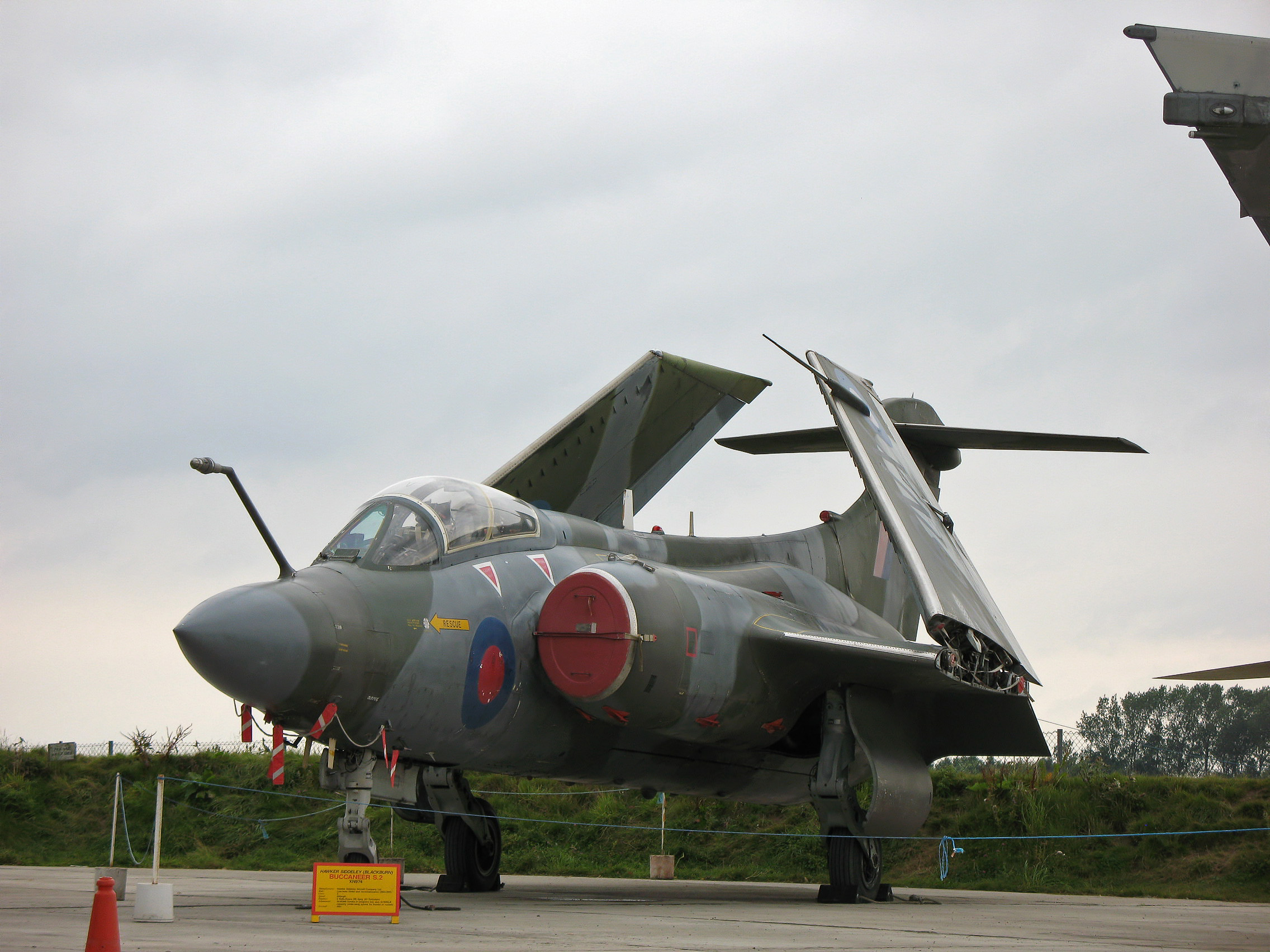
S2 Buccaneer met opgeklapte vleugels

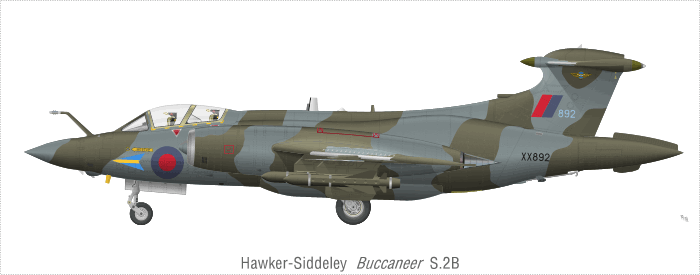
S2B Buccaneer

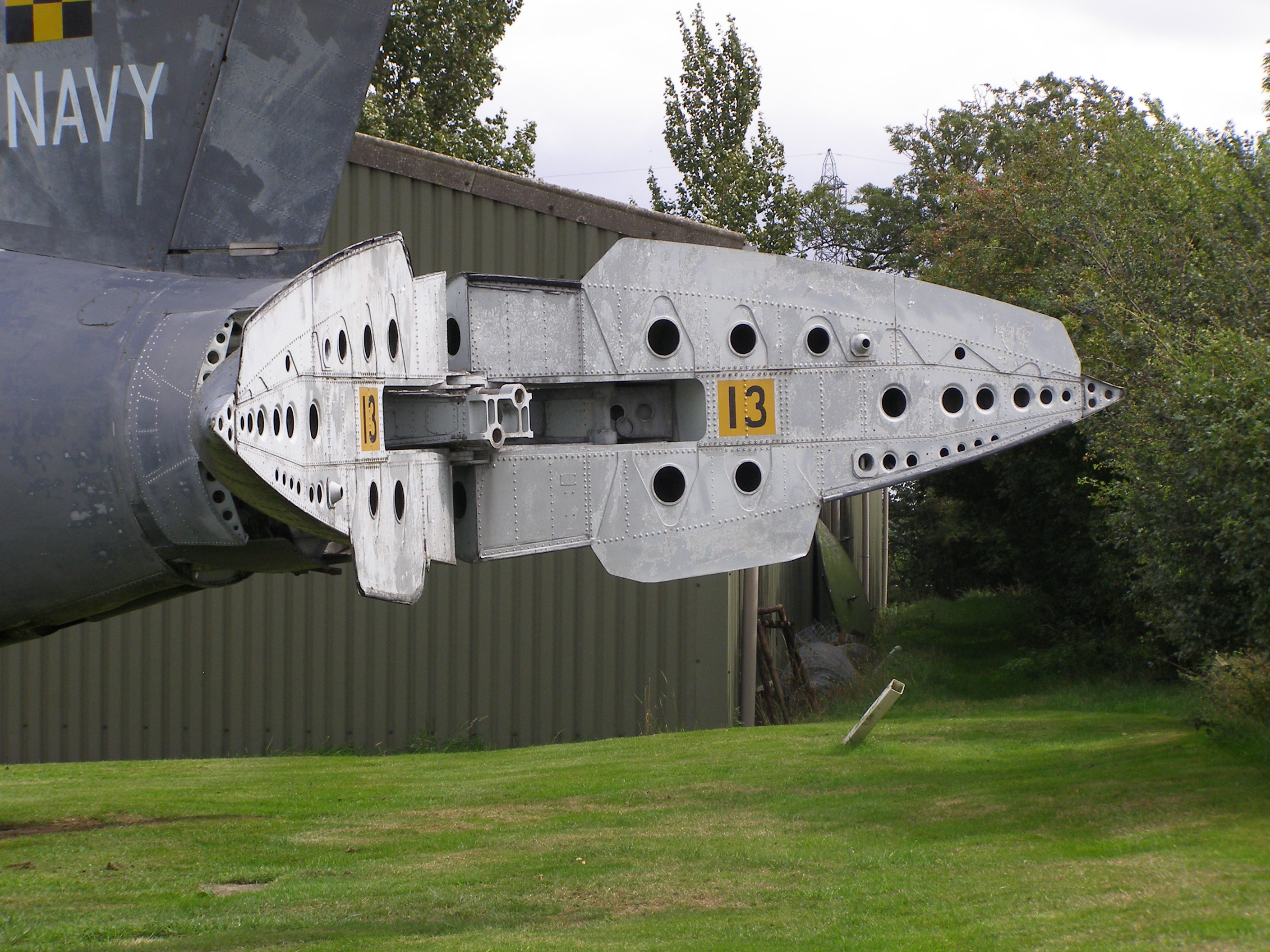
Open luchtrem

De Blackburn S2B Buccaneer is een tactische bommenwerper die niet alleen dienst heeft gedaan bij de Britse Fleet Air Arm van de Royal Navy maar ook bij de Royal Air Force (RAF). Dit voor zijn tijd zeer degelijk gebouwde toestel werd beschouwd als werkpaard.

## Beschrijving
Het toestel bezat twee motoren en tevens enkele voor zijn tijd opmerkelijke eigenschappen. Het airframe en de kleine dikke vleugels waren zodanig ontworpen dat de optredende onbalans en trillingen, die ontstonden tijdens de combinatie van zeer snelle en zeer lage vluchten, werden onderdrukt. Dit resulteerde in de ‘colafles’-achtige romp van het toestel. Het toestel had enorme luchtremmen; de kegel van de staartsectie was zodanig gebouwd dat deze hydraulisch in twee delen werd geopend waardoor het toestel meteen veel snelheid verloor.
De neus en de antenne van het geavanceerde Blue Parrot-radarsysteem waren 90° draaibaar waardoor de lengte van het toestel verkort werd, belangrijk voor de benedendekse opslag in de relatief kleine vliegdekschepen van de Royal Navy.
Mede doordat de wapenlast intern in een bommenruim werd meegevoerd en door de ‘colafles’-vorm was het toestel sneller en verbruikte het minder brandstof dan vergelijkbare toestellen uit zijn tijd zoals de Dassault Mirage III en de F-4 Phantom II.
De Buccaneer had twee bemanningsleden: een vlieger en een weaponcontroller.

## Geschiedenis
In 1953 zocht de Britse Royal Navy naar een tactische bommenwerper die vanaf vliegdekschepen kon opereren. Het toestel zou worden ingezet voor het aanvallen van havens of schepen, missies die voor het grootste deel zeer laag boven zee onder het radarbereik moesten worden gevlogen. Hiervoor diende het een grote actieradius te hebben, hoge snelheden te kunnen halen vlak boven het zeeoppervlak en een wapenlast van 2000 kg te kunnen dragen. Ook moest het toestel geschikt zijn voor het afwerpen van atoombommen.
De keuze viel op het B-103 Blackburn Advanced Naval Aircraft-ontwerp van de firma Blackburn Ltd, een firma die later opgenomen werd in Hawker Siddeley Aviation. Door de aanduiding BANA kreeg het toestel van zijn vliegers later de bijnaam ‘Banana’.
In 1958 maakte het prototype zijn eerste testvluchten en in 1962 werd de eerste serie operationeel bij de Fleet Air Arm van de Royal Navy. Nadat de marine alle ‘fixed-wing’-operaties in 1978 beëindigde werden 70 toestellen als S2A op de RAF-standaard gebracht en overgedragen.
In 1994 werd het toestel uitgefaseerd en vervangen door de IDS-versie (interdiction-strike) van de Panavia Tornado.

## Versies
- S1 (40 gebouwd). De in 1962 geproduceerde eerste versie van de Buccaneer werd aangedreven door twee de Havilland Gyron-turbojets met vrij zwakke prestaties; het beoogde maximale brandstof- en wapenlastgewicht van het toestel was hierdoor niet haalbaar. Als noodoplossing werd het toestel geschikt gemaakt voor het bijtanken in de lucht, maar dit verhielp het gebrek aan motorvermogen niet.
- S2 (84 gebouwd). Deze in 1964 uitgebrachte aanmerkelijk sterkere versie was uitgerust met twee krachtige Rolls-Royce Spey-turbofans die 40% meer vermogen leverden en minder brandstof verbruikten. Eind 1966 waren alle S1’s op S2-standaard gebracht.
- S50 (16 gebouwd). Dit model was identiek aan de S2 maar bezat een extra Bristol Siddeley 605-raketmotor in de staart. Hiermee kon het toestel opereren in een zeer hete omgeving en vanaf vliegvelden op grote hoogte en voldeed het aan de eisen van de Zuid-Afrikaanse Luchtmacht (SAAF). Het toestel was in de SAAF operationeel van 1965-1991.
- S2A (70 omgebouwd). Dit waren S2-airframes die op RAF-standaard werden gebracht en waren voorzien van meer geavanceerde communicatiemiddelen en avionica.
- S2B (43 stuks gebouwd en 70 stuks omgebouwd). Nieuwe en gemodificeerde S2A-airframes, voorzien van een vergroot bommenruim waarin ook extra brandstof kon worden meegevoerd en geschikt voor het gebruik van Martel-tv-geleide antiradarraketten.
- S2C alle overgebleven S2-marinetoestellen die op S2B-standaard werden gebracht maar zonder capaciteit voor Martelraketten.
- S2D. De S2 marine toestellen die volledig op S2B-standaard werden gebracht.

## Inzet
De Buccaneer werd van 1978-1988 voor gevechtsacties ingezet door Zuid-Afrika (SAAF) tijdens conflicten om Angola en van 1982-1988 tijdens conflicten in Namibië.
De RAF zette het toestel grootschalig in tijdens operatie Desert Storm in 1991.